# Botvid

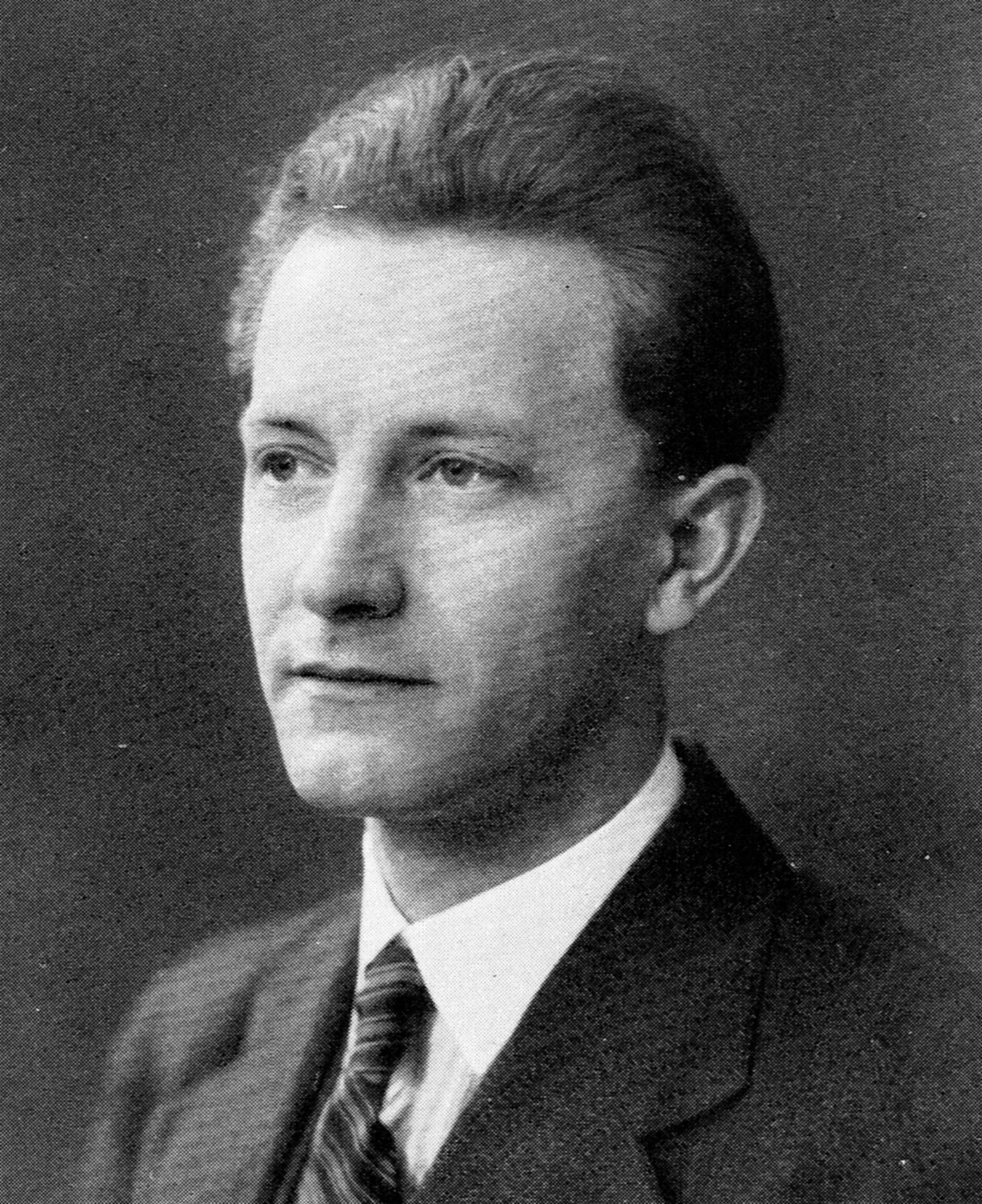
Hans Botwid, 1945.

Mansnamnet Botvid är ett fornnordiskt namn sammansatt av orden bot 'bättring' och vidh(er) 'skog, träd' och betyder alltså ungefär "den som skogen/träden botar/vårdar".
Namnet är ovanligt i Sverige. Sedan 1950-talet har endast några enstaka personer per år fått namnet. Den 31 december 2019 fanns det totalt 173 personer i Sverige med namnet Botvid eller Botwid som förnamn, varav 34 med det som tilltalsnamn.
Namnsdag i Sverige: 28 juli. I den finlandssvenska namnsdagslängden hade Botvid namnsdag 7 november 1929–1994.
Helgonet S:t Botvid har givit namn åt Botkyrka socken söder om Stockholm.

## Personer med förnamnet Botvid
- Sankt Botvid, svenskt helgon
- Botvid stenmästare, gotländsk stenhuggare, far till Lafrans Botvidsson
- Botvid Sunesson, biskop i Strängnäs
- Botvidus Nericius, motreformator

## Personer med efternamnet Botvid
- Hans Botwid, författare och översättare
- John Botvid, skådespelare
- Rolf Botvid, skådespelare